# Gioacchino Pepoli
Le marquis Gioacchino Napoleone Pepoli (né à Bologne le 10 octobre 1825 et mort dans la même ville le 26 mars 1881), est un député au parlement italien, ministre des Finances d'Émilie-Romagne, et un homme politique du royaume de Sardaigne.

## Biographie
Gioacchino Napoleone Pepoli est le fils du marquis Guido Taddeo Pepoli (1789-1852) et de la princesse Letizia Murat (1802-1859), fille de Joachim Murat, roi de Naples et de Caroline Bonaparte.
Il est le petit-fils du roi de Naples Joachim Murat, petit-neveu de l'empereur Napoléon Ier et beau-frère du prince souverain Charles-Antoine de Hohenzollern-Sigmaringen.
Actif dans les soulèvements de 1848, il est commandant de la Guarda Civica à Bologne et s'oppose à l'occupation autrichienne de la ville.
En exil dans le grand-duché de Toscane de 1849 à 1852, il participe ensuite au soulèvement de la légation des Romagnes en 1859, qui aboutit à l'annexion de la région au royaume d'Italie.
À partir de 1860, il est commissaire général de l'Ombrie pendant l'annexion de cette région au nouveau royaume d'Italie. En particulier, Pepoli a joué un rôle important pour la région de Terni, car il a travaillé à la construction de la « Fabbrica d'Armi » en 1875 et à la création dans la ville ombrienne de l'actuel Institut technique industriel.
Il est ensuite député de la VIIe à la Xe législature, puis ministre de l'agriculture, de l'industrie et du commerce dans le gouvernement Rattazzi I (le 3 mars 1862) et ministre plénipotentiaire à Saint-Pétersbourg (1863-1864) à l'ambassade d'Italie en Russie.
Du 7 mai 1866 au 20 mai 1868, il est maire de Bologne. Le 12 mars 1868, il est nommé sénateur du royaume d'Italie. En 1868, Pepoli et sa famille s'installent à Vienne où il a été nommé ambassadeur d'Autriche-Hongrie, avant de mettre fin à sa carrière diplomatique et politique en 1870 et de revenir en Italie.
Ses archives personnelles sont aujourd'hui conservées aux archives d'État de Bologne.
Il meurt à Bologne, le 26 mars 1881, à l'âge de 55 ans et est inhumé au cimetière monumental de la Chartreuse de Bologne.

## Descendants
Gioacchino Napoleone Pepoli épouse le 5 décembre 1844 à Bologne, la princesse Frédérique Wilhelmine Hohenzollern-Sigmaringen (née le 24 mars 1820 et morte le 7 septembre 1906). Les mariés sont cousins issus de germain et ont trois enfants :
- Laetizia Pepoli (Bologne 13 août 1846 - Forlimpopoli 4 octobre 1902), épouse le 21 mai 1868 Antonio, comte Gaddi (1843-1914), dont trois enfants.

- Antonietta Pepoli (Bologne 30 janvier 1849 - Forli 31 janvier 1887), épouse le 11 janvier 1872 Carlo, comte Taveggi (1836-1902), dont deux enfants.

- Luisa Napoleona (Bologne 2 août 1853 - Forli 20 mai 1929), épouse le 25 avril 1872 Domenico, comte Guarini-Matteucci di Castelfalcino (1848-1905), dont cinq enfants.

## Distinctions

### Décorations italiennes
- Chevalier de grand-croix de l'ordre des Saints-Maurice-et-Lazare
- Chevalier de grand-croix de l'ordre de la Couronne d'Italie
- Médaille commémorative des campagnes des guerres d'indépendance

### Décorations étrangères
- Chevalier de grand-croix de l'ordre de la Rose (empire du Brésil)
- Commandeur avec plaque de l'ordre de l'Étoile noire (royaume du Dahomey)
- Chevalier de l'ordre national de la Légion d'honneur (Empire français)